# Embalse de Furnas
El embalse o lago de Furnas (en portugués: Reservatório de Furnas), a veces, mar de Minas, es un embalse de Brasil construido en Río Grande para regular su caudal y alimentar la central hidroeléctrica de Furnas (en portugués: Usina Hidrelétrica de Furnas), una planta de generación hidroeléctrica que proporciona energía al estado de Minas Gerais. La construcción de esta planta, una de las mayores de América Latina en la época, hizo posible evitar el colapso energético del país en los años 1960.
La presa se encuentra en el curso medio del río, en el tramo llamado Corredeiras das Furnas, entre los municipios de São José da Barra y São João Batista do Glória, en Minas Gerais. La central hidroeléctrica tiene una capacidad nominal de 1.216 MW (8 x 152 MW) y está operada por Furnas Centrais Elétricas, siendo la primera construida por esa empresa de la que lleva el nombre.
La construcción de la presa comenzó en 1957 y la primera turbina se puso en funcionamiento en 1963. Fue la primera gran presa de Brasil y fue construida por Wimpey Construction. La presa tiene 127 m de altura, 550 m de largo y 15 m de ancho en su coronación. Para albergar a los trabajadores durante la construcción de la presa, se construyó cerca de la misma un pequeño asentamiento del mismo nombre.
El  embalse, con una superficie de 1.440 km², es uno de los embalses más grandes de Brasil y el cuerpo de agua mayor del estado. Tiene una línea de ribera de 3.500 km, casi igual al de la mitad de la costa brasileña. Comenzó a formarse en 1963 inundando tierras de treinta y cuatro municipios y está formado por dos "brazos", uno al este, el principal del río Grande, y otro al sur de la presa, que recoge a los ríos Verde y Sapucaí, Machado y muchos otros arroyos y riachuelos. El volumen de agua es siete veces mayor que la de la bahía de Guanabara, en 22,59 km³. La cota normal del agua es de 768 m, con un máximo de 769,3 m y de funcionamiento mínimo de 750 m.
La inundación de zonas fértiles ocasionó importantes pérdidas para los agricultores, pero hizo posible el desarrollo de la región con la nueva planta, aumentando los ingresos relacionados con el turismo, ya que la inundación formó nuevos y hermosos paisajes, de contornos sinuosos, a causa del "mar de colinas" en la que se formó la presa. Cuenta con playas artificiales y cañones como los de la región de Capitólio, los Cânions do Lago de Furnas, con varias cascadas de 20 m de altura y hendiduras que forman un bello paisaje. En Buena Esperanza se creó una represa que forma una laguna (Lagoa Encantada) para que la ciudad no estuviera tan sujeta a las variaciones del nivel del lago y también con fines de jardinería, ya que alrededor de este lago se construyeron varios bulevares.
El lago es un destino popular para excursiones. El 8 de enero de 2022, el derrumbe de un acantilado y el maremoto resultante mataron a numerosas personas.

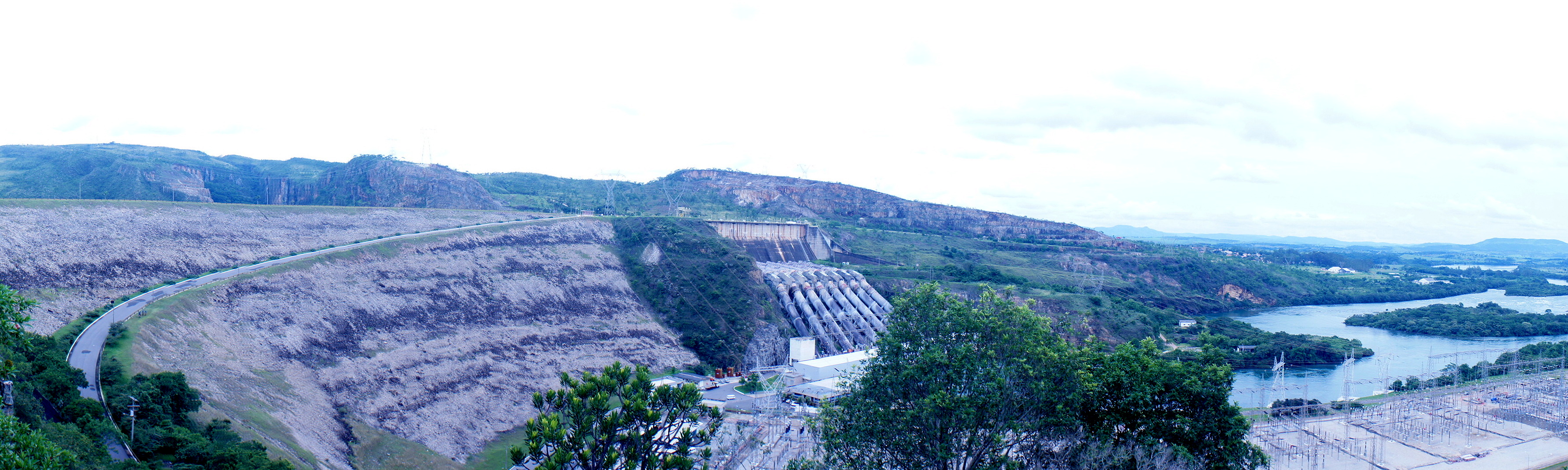
Vista de la presa